# Saint-Marc-à-Frongier
Pour les articles homonymes, voir Saint-Marc.
Saint-Marc-à-Frongier est une commune française située dans le département de la Creuse, en région Nouvelle-Aquitaine.

## Géographie

### Généralités

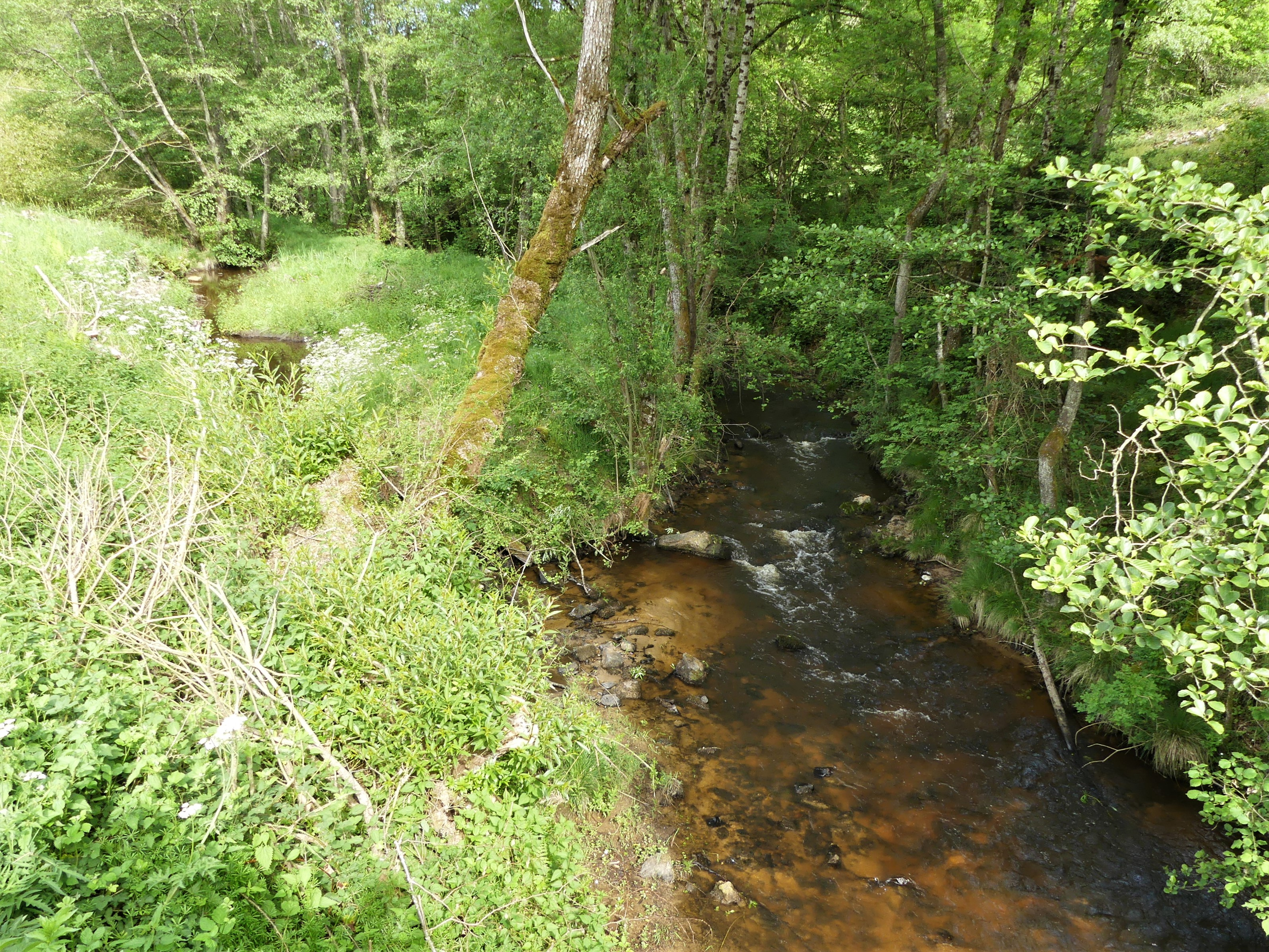
La Beauze au sud du lieu-dit Mergoux.

Dans la moitié sud du département de la Creuse, la commune de Saint-Marc-à-Frongier s'étend sur 25,45 km2. Incluse dans le parc naturel régional de Millevaches en Limousin et dans l'aire urbaine d'Aubusson, elle est baignée par la Beauze et son affluent le ruisseau de Villemonteix.
L'altitude minimale 493 mètres se trouve localisée à l'est, près du lieu-dit Beauze, là où la Beauze quitte la commune et sert de limite à celles d'Aubusson et de Saint-Quentin-la-Chabanne. L'altitude maximale avec 715 mètres est située à l'extrême sud, près du lieu-dit Combe le Beau, en limite de la commune de Saint-Quentin-la-Chabanne.
À l'écart des routes principales, le petit bourg de Saint- Marc-à-Frongier est situé, en distance orthodromique, quatre kilomètres et demi au sud-ouest d'Aubusson.
Le territoire communal est desservi par les routes départementales 32, 59 et 941.

### Communes limitrophes

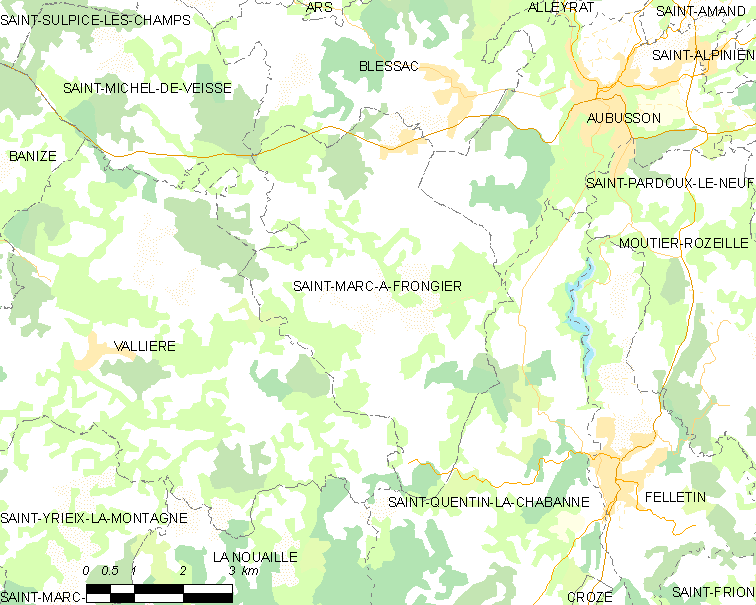
Carte de Saint-Marc-à-Frongier et des communes avoisinantes.

Saint-Marc-à-Frongier est limitrophe de cinq autres communes.
Au sud, son territoire est distant d'environ 700 mètres de celui de La Nouaille.
| Saint-Michel-de-Veisse | Blessac               | Aubusson                  |
| Vallière               | Saint-Marc-à-Frongier |                           |
|                        |                       | Saint-Quentin-la-Chabanne |

### Climat
Pour des articles plus généraux, voir Climat de la Nouvelle-Aquitaine et Climat de la Creuse.
Historiquement, la commune est exposée à un climat montagnard.  
En 2020, Météo-France publie une typologie des climats de la France métropolitaine dans laquelle la commune est exposée à un climat de montagne et est dans la région climatique  Ouest et nord-ouest du Massif Central, caractérisée par une pluviométrie annuelle de 900 à 1 500 mm, maximale en automne et en hiver.
Pour la période 1971-2000, la température annuelle moyenne est de 9,6 °C, avec  une amplitude thermique annuelle de 14,9 °C. Le cumul annuel moyen de précipitations est de 1 095 mm, avec 12,8 jours de précipitations en janvier et 7,9 jours en juillet. Pour la période 1991-2020, la température moyenne annuelle observée sur la station météorologique la plus proche, située sur la commune d'Aubusson à 5 km à vol d'oiseau, est de 10,1 °C et le cumul annuel moyen de précipitations est de 939,1 mm,. Pour l'avenir, les paramètres climatiques de la commune estimés pour 2050 selon différents scénarios d’émission de gaz à effet de serre sont consultables sur un site dédié publié par Météo-France en novembre 2022.

## Urbanisme

### Typologie
Au 1er janvier 2024, Saint-Marc-à-Frongier est catégorisée commune rurale à habitat dispersé, selon la nouvelle grille communale de densité à 7 niveaux définie par l'Insee en 2022.
Elle est située hors unité urbaine. Par ailleurs la commune fait partie de l'aire d'attraction d'Aubusson, dont elle est une commune de la couronne,. Cette aire, qui regroupe 34 communes, est catégorisée dans les aires de moins de 50 000 habitants,.

### Occupation des sols
L'occupation des sols de la commune, telle qu'elle ressort de la base de données européenne d’occupation biophysique des sols Corine Land Cover (CLC), est marquée par l'importance des territoires agricoles (59,1 % en 2018), une proportion sensiblement équivalente à celle de 1990 (58,4 %). La répartition détaillée en 2018 est la suivante : 
prairies (46,6 %), forêts (39,6 %), zones agricoles hétérogènes (12,5 %), zones urbanisées (1,1 %), milieux à végétation arbustive et/ou herbacée (0,2 %). L'évolution de l’occupation des sols de la commune et de ses infrastructures peut être observée sur les différentes représentations cartographiques du territoire : la carte de Cassini (XVIIIe siècle), la carte d'état-major (1820-1866) et les cartes ou photos aériennes de l'IGN pour la période actuelle (1950 à aujourd'hui).

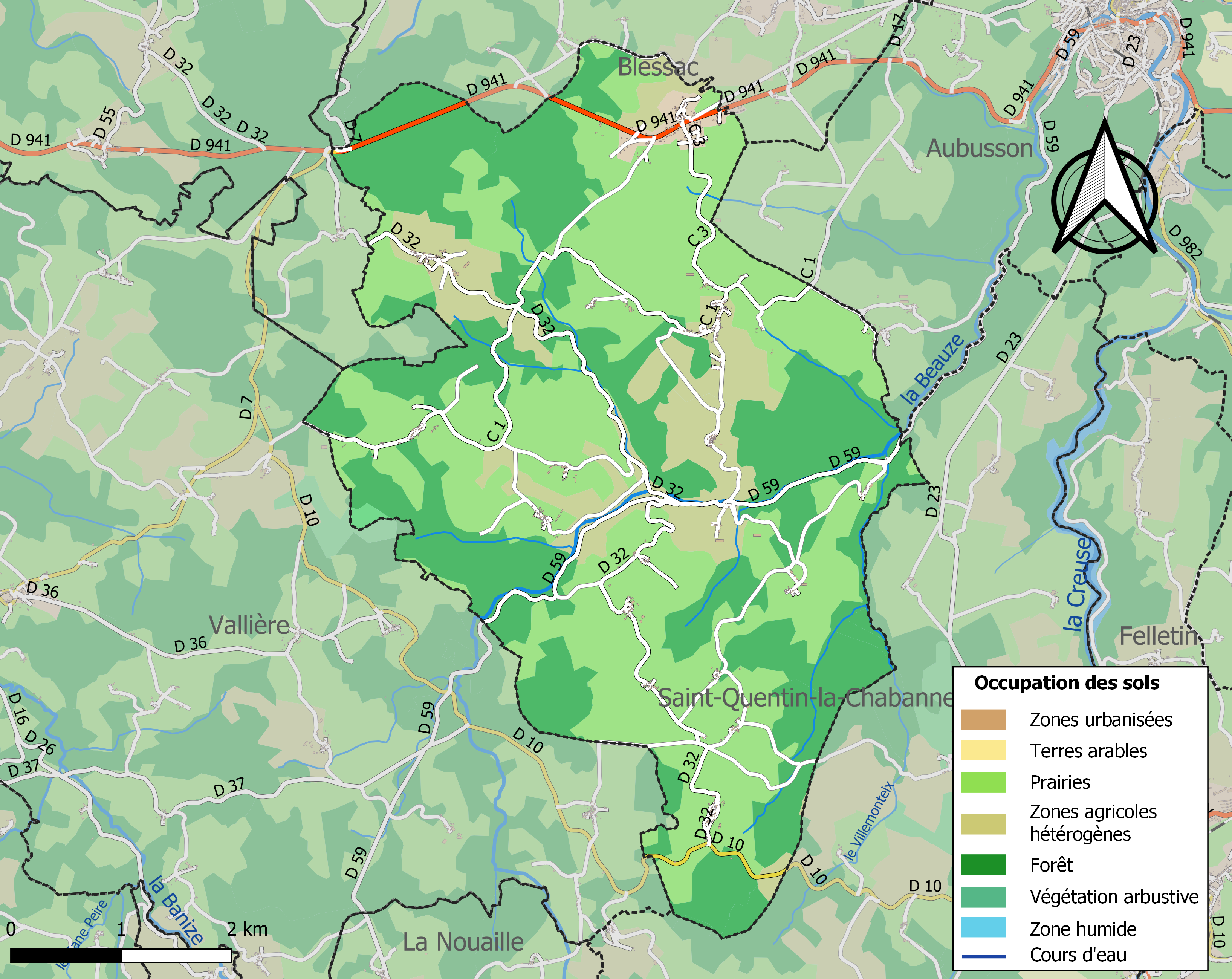
Carte des infrastructures et de l'occupation des sols de la commune en 2018 (CLC).

### Villages, hameaux et lieux-dits
Outre le bourg de Saint-Marc-à-Frongier proprement dit, le territoire se compose d'autres villages ou hameaux, ainsi que de lieux-dits :
- les Barneaux
- Beauze
- Les Bessades de l'Étang
- le Bichaud
- Bois de Chabanelle
- Bois des Pioloux
- Bois de Veisse
- le Bouque
- les Bruladis
- Chambroutière
- Chameyroux
- la Châtaigneraie
- Combe le Beau
- Congres
- las Costas
- Farges
- la Genête
- la Goutelle
- Goutte Vergny
- les Grands Bois
- Lachaud
- Margnot
- Mergoux
- le Monteil
- Montrugeas
- la Porte
- le Puy Benet
- Puy de Chanseaux
- Puy des Vardeix
- le Reclos[Note 2]
- la Sagne
- Saint-Roch
- la Valette
- Villescot
- Vitrac

### Risques majeurs
Le territoire de la commune de Saint-Marc-à-Frongier est vulnérable à différents aléas naturels : météorologiques (tempête, orage, neige, grand froid, canicule ou sécheresse) et séisme (sismicité faible). Il est également exposé à un risque particulier : le risque de radon. Un site publié par le BRGM permet d'évaluer simplement et rapidement les risques d'un bien localisé soit par son adresse soit par le numéro de sa parcelle.

#### Risques naturels

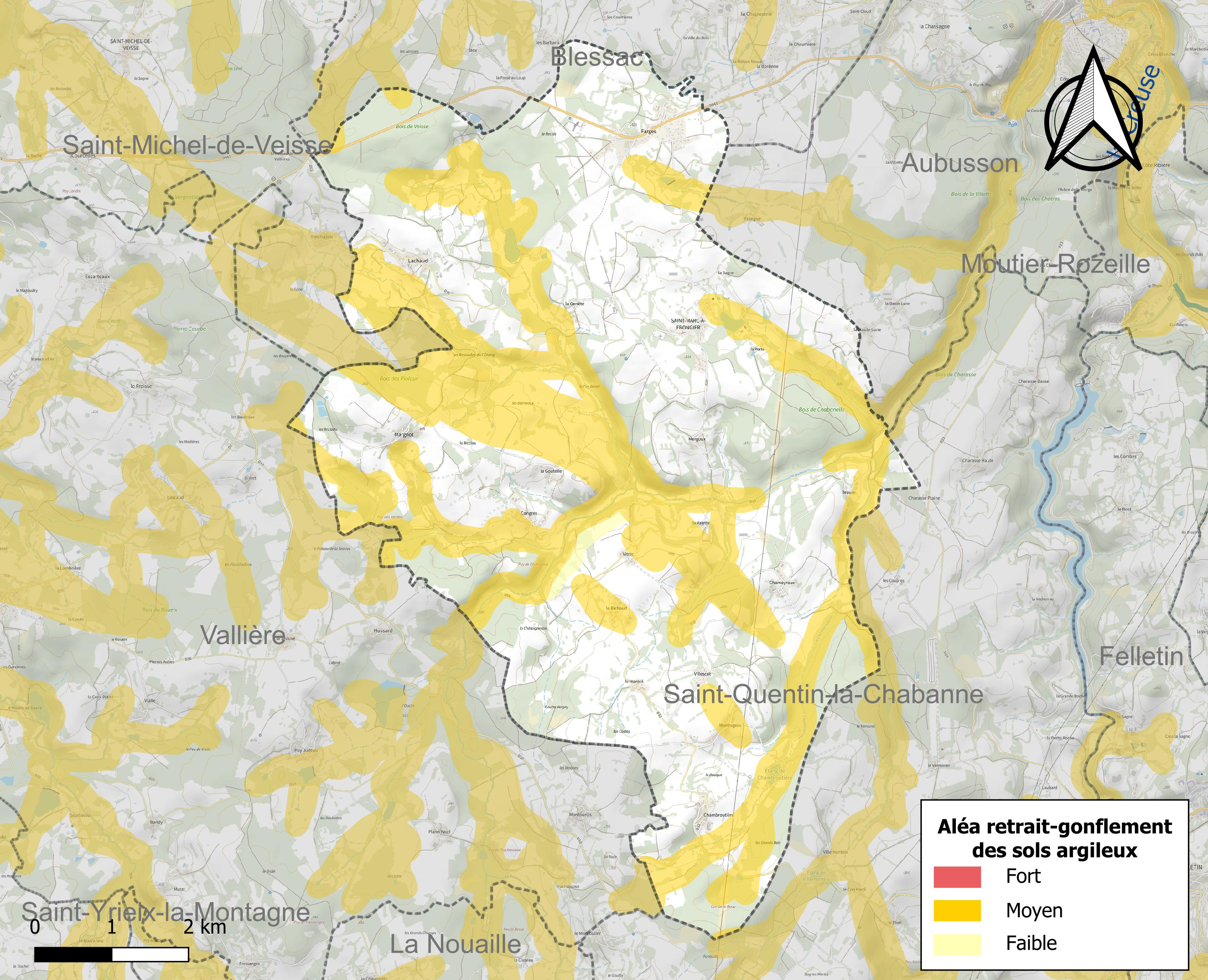
Carte des zones d'aléa retrait-gonflement des sols argileux de Saint-Marc-à-Frongier.

Le retrait-gonflement des sols argileux est susceptible d'engendrer des dommages importants aux bâtiments en cas d’alternance de périodes de sécheresse et de pluie. 34,7 % de la superficie communale est en aléa moyen ou fort (33,6 % au niveau départemental et 48,5 % au niveau national). Sur les 255 bâtiments dénombrés sur la commune en 2019, 45 sont en aléa moyen ou fort, soit 18 %, à comparer aux 25 % au niveau départemental et 54 % au niveau national. Une cartographie de l'exposition du territoire national au retrait gonflement des sols argileux est disponible sur le site du BRGM,.
Par ailleurs, afin de mieux appréhender le risque d’affaissement de terrain, l'inventaire national des cavités souterraines permet de localiser celles situées sur la commune.
La commune a été reconnue en état de catastrophe naturelle au titre des dommages causés par les inondations et coulées de boue survenues en 1982 et 1999. Concernant les mouvements de terrains, la commune a été reconnue en état de catastrophe naturelle au titre des dommages causés par des mouvements de terrain en 1999.

#### Risque particulier
Dans plusieurs parties du territoire national, le radon, accumulé dans certains logements ou autres locaux, peut constituer une source significative d’exposition de la population aux rayonnements ionisants. Certaines communes du département sont concernées par le risque radon à un niveau plus ou moins élevé. Selon la classification de 2018, la commune de Saint-Marc-à-Frongier est classée en zone 3, à savoir zone à potentiel radon significatif.

## Toponymie
La paroisse a porté les noms successifs de :
- Ecclesia Sancti Martii de Fruniger en 1102 (Gallia Christiana nov. II, col. 196) ;
- Parrochia sancti Marci à Frungier en 1157. (ch. du Moustier-Rozeille) ;
- W. de sancto Marcho en 1229. (ch. de Blessac) ;
- Parrochia de sancto Marcho à Frongier en 1278 (ch. de Blessac) ;
- Capellanus sancti Marci à Frongier au XIVe siècle (pouillé) ;
- Sainct-Marc-Affrongier en 1400, (liv. des char. de Felletin) ;
- Paroisse de Saint-Marc-à-Frongier en 1504, (terrier de Saint-Avit) et 1557 (terrier de Blessac).

En 1462, la sénéchaussée mentionne le seigneur de Saint-Marc.
La première partie du nom de la commune fait référence à saint Marc, pape en l'an 336. La seconde partie correspond au hameau de Frongier, situé sur le territoire de la commune d'Aubusson, un kilomètre au nord-nord-est de l'église de Saint-Marc-à-Frongier.

## Histoire
Un camp romain aurait été établi près du lieu-dit Villescot et au lieu-dit Chameyroux, des débris de constructions romaines et un cippe romain parfaitement conservé ont été mis au jour.
Les frères Willelmus et Étienne de Saint-Marc firent don de l'église de « Saint-Marc-de-Frumiger » au monastère de Lesterps, donation confirmée par Guillaume de Gannac. En 1101, Rigaldus Platet donna à Lesterps tout ce qu'il avait sur cette église de Saint-Marc. Saint-Marc-à-Frongier était un prieuré-cure de l'ancien archiprêtré d'Aubusson dont le patron était saint Marc, éphémère pape de l'an 336, fêté le 7 octobre. Au XVIIIe siècle il payait 30 livres de décimes et avait 1 300 communiants, soit environ 1 733 habitants). L'abbé de Lesterps y nommait le titulaire en 1626, 1654, 1655 et 1708 mais en 1677, la nomination a été effectuée par l'évêque de Limoges.

### Liste des maires

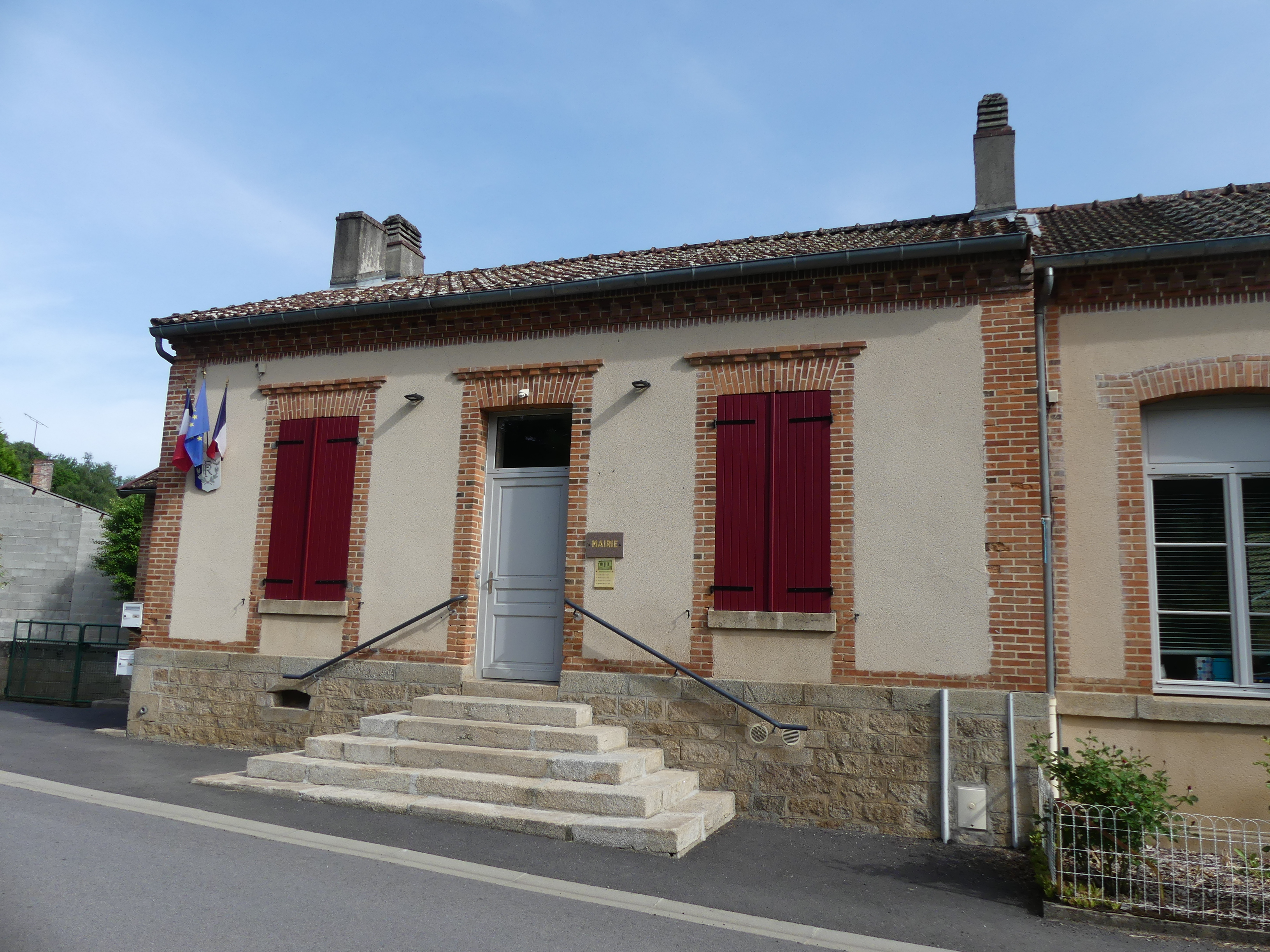
La mairie en 2018.

## Démographie
L'évolution du nombre d'habitants est connue à travers les recensements de la population effectués dans la commune depuis 1793. Pour les communes de moins de 10 000 habitants, une enquête de recensement portant sur toute la population est réalisée tous les cinq ans, les populations de référence des années intermédiaires étant quant à elles estimées par interpolation ou extrapolation. Pour la commune, le premier recensement exhaustif entrant dans le cadre du nouveau dispositif a été réalisé en 2005.

En 2022, la commune comptait 427 habitants, en évolution de +1,43 % par rapport à 2016 (Creuse : −3,32 %, France hors Mayotte : +2,11 %).
| 1793  | 1800 | 1806 | 1821  | 1831  | 1836  | 1841 | 1846 | 1851 |
| ----- | ---- | ---- | ----- | ----- | ----- | ---- | ---- | ---- |
| 1 016 | 948  | 870  | 1 029 | 1 045 | 1 036 | 995  | 981  | 981  |

| 1856 | 1861 | 1866 | 1872 | 1876 | 1881 | 1886 | 1891 | 1896 |
| ---- | ---- | ---- | ---- | ---- | ---- | ---- | ---- | ---- |
| 936  | 893  | 797  | 782  | 785  | 790  | 826  | 827  | 774  |

| 1901 | 1906 | 1911 | 1921 | 1926 | 1931 | 1936 | 1946 | 1954 |
| ---- | ---- | ---- | ---- | ---- | ---- | ---- | ---- | ---- |
| 779  | 769  | 772  | 551  | 529  | 532  | 552  | 514  | 468  |

| 1962 | 1968 | 1975 | 1982 | 1990 | 1999 | 2005 | 2006 | 2010 |
| ---- | ---- | ---- | ---- | ---- | ---- | ---- | ---- | ---- |
| 409  | 394  | 367  | 376  | 407  | 348  | 351  | 351  | 367  |

| 2015 | 2020 | 2022 | - | - | - | - | - | - |
| ---- | ---- | ---- | - | - | - | - | - | - |
| 416  | 426  | 427  | - | - | - | - | - | - |

## Culture locale et patrimoine

### Lieux et monuments
Jadis accompagnée d'une lanterne des morts, l'église Saint-Marc est du style roman de transition. Une de ses cloches porte l'inscription suivante : « ☩ IHS. MAR. Sancte Marce ora pro nobis. 
☩ Messire Josept de St Julien, escuier, seigneur de St Marc, seigneur du dict lieu parain. Dame lzabelle de St Julien sa sœur, marine, fame de messire Gabriel Daugenne, s. de la Loupe. Leonard Le Masson, curé. Pierre Charpentier. 1646. ».
Une chapelle Saint-Roch a été édifiée au lieu-dit Montrugeas.
Le château de Saint-Marc a été construit au XVe siècle et la seigneurie appartint primitivement à la famille d'Aubusson. En 1460, Jacquette, dame de Saint-Marc, la porta à Louis, baron de Saint-Julien. Le terrier de cette seigneurie fut rédigé de 1565 à 1571 à la demande du seigneur de Saint-Marc, Jean de Saint-Julien. En 1691, Marie-Constance de Saint-Julien Saint-Marc épousa Charles de Saint-Chamans, seigneur, comte du Pescher, et c'est cette dernière famille qui posséda la terre de Saint-Marc jusqu'à la Révolution.

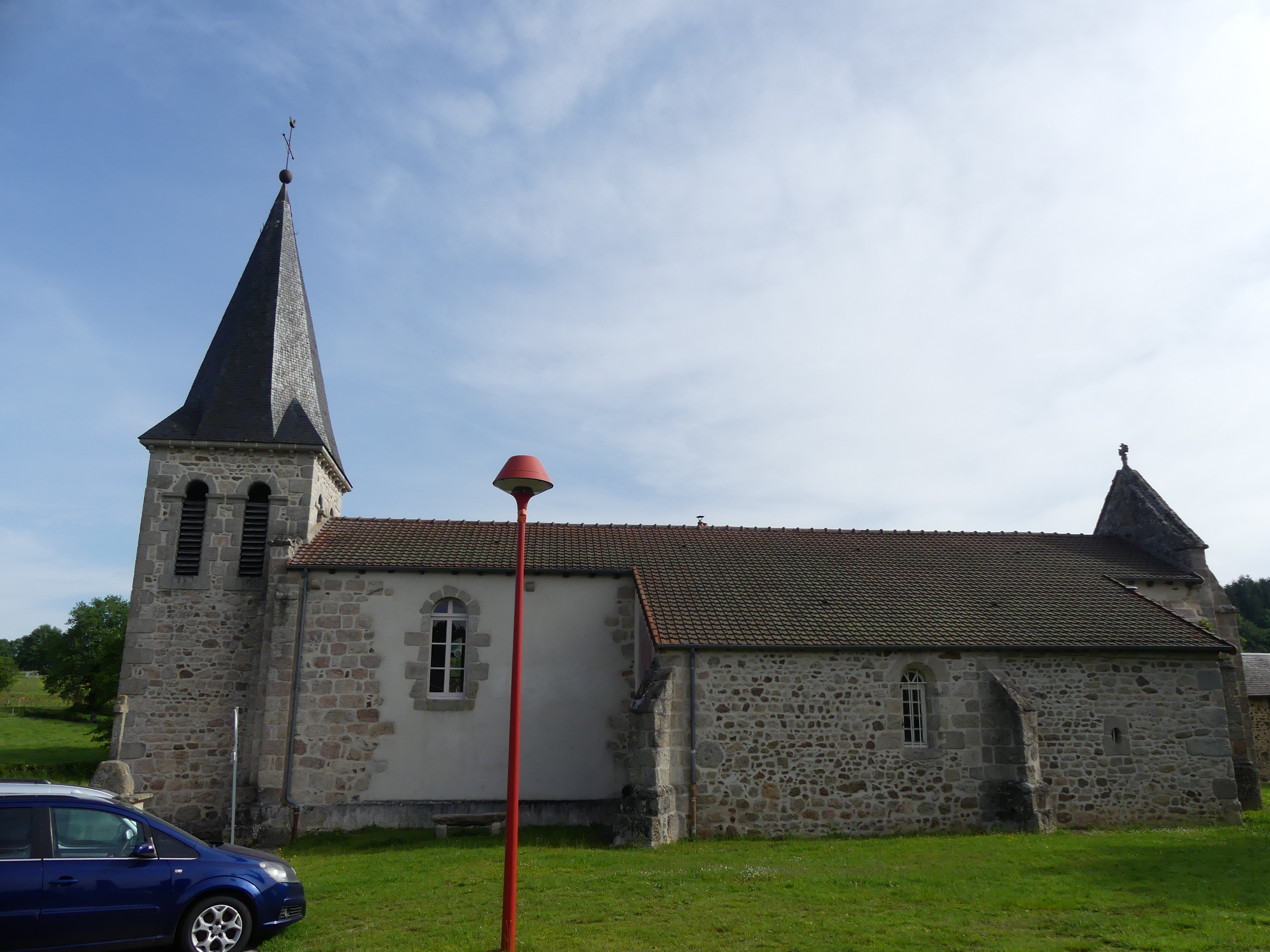
L'église Saint-Marc.
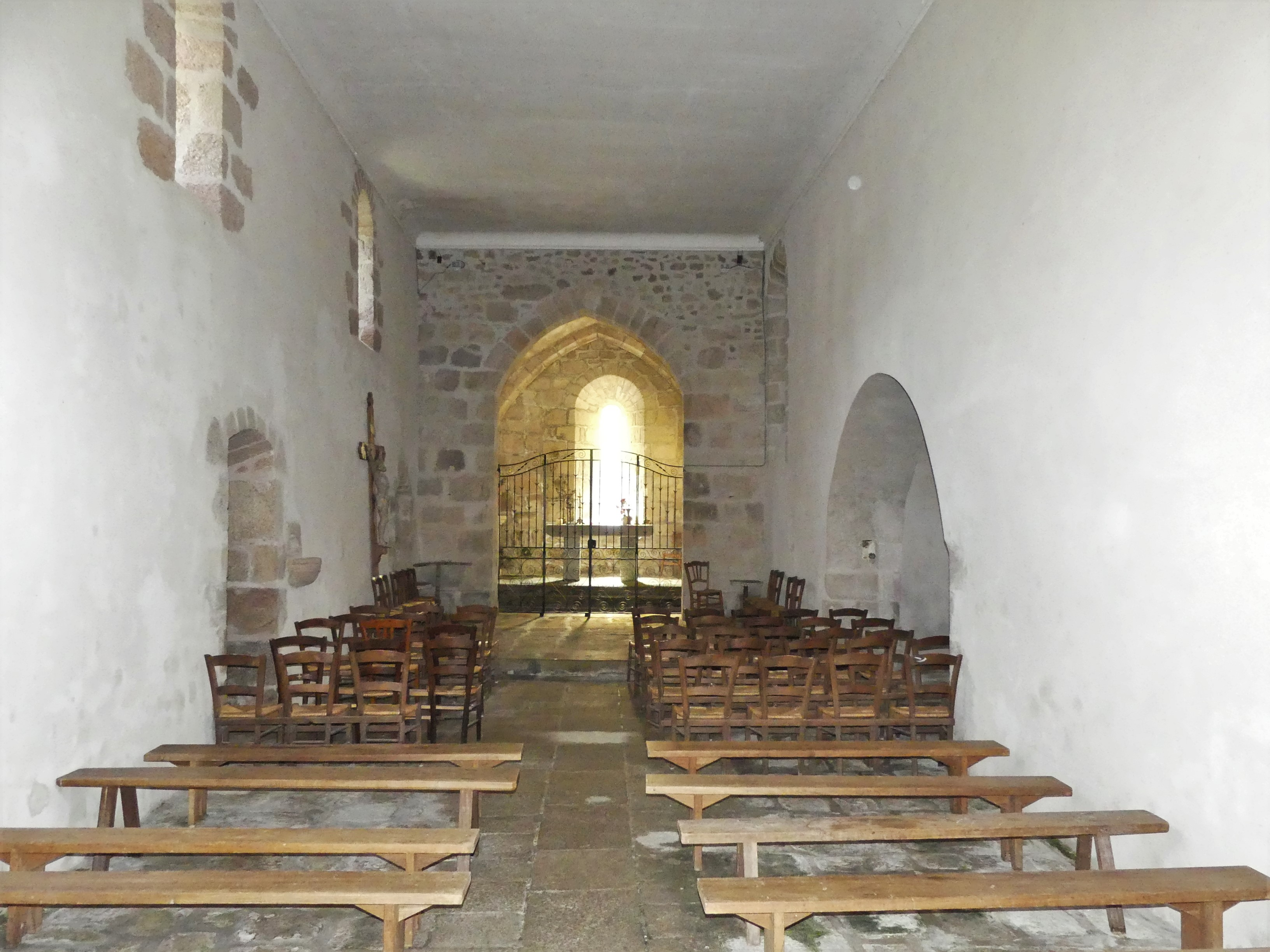
Sa nef.
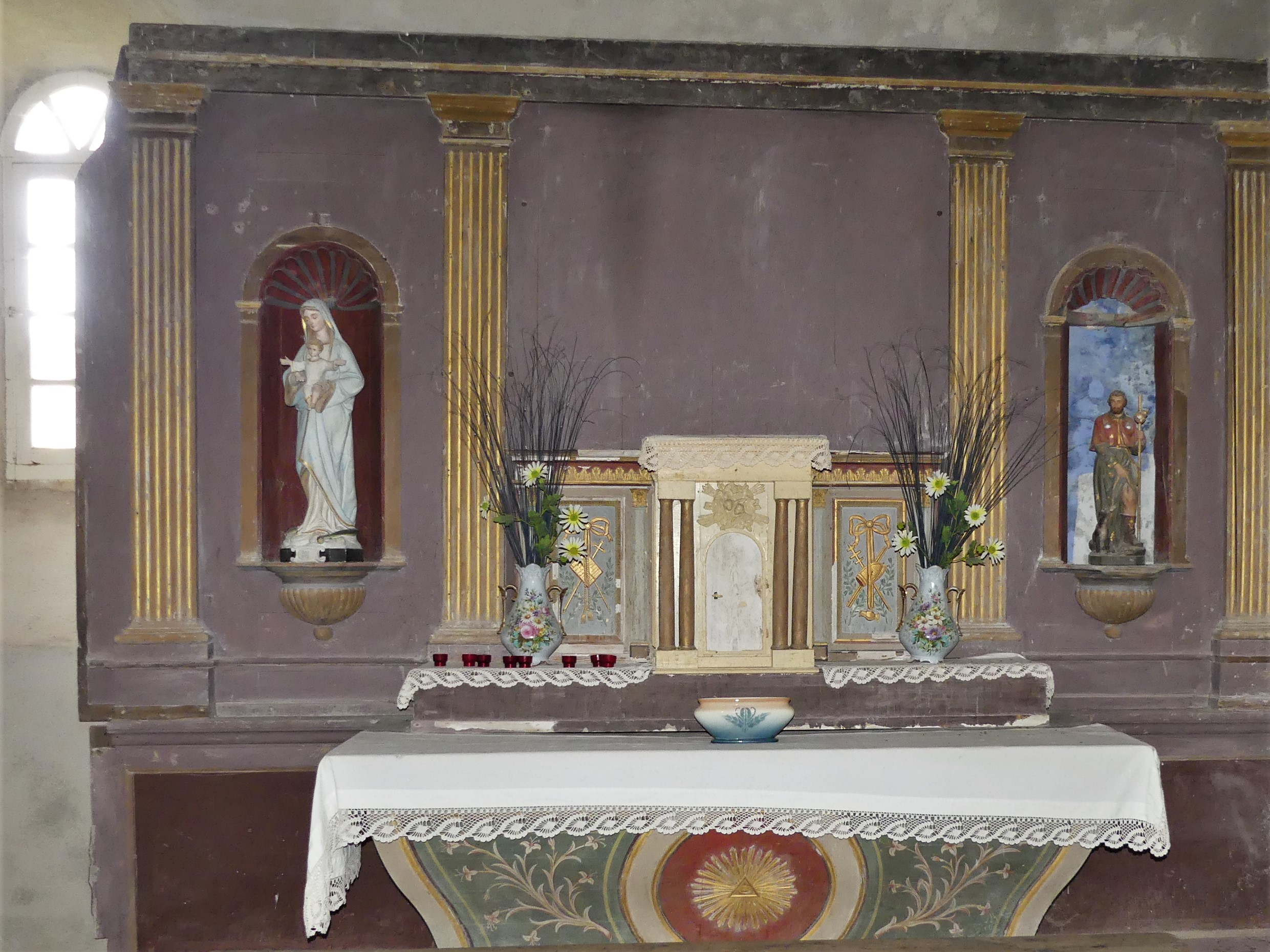
Le maître-autel.
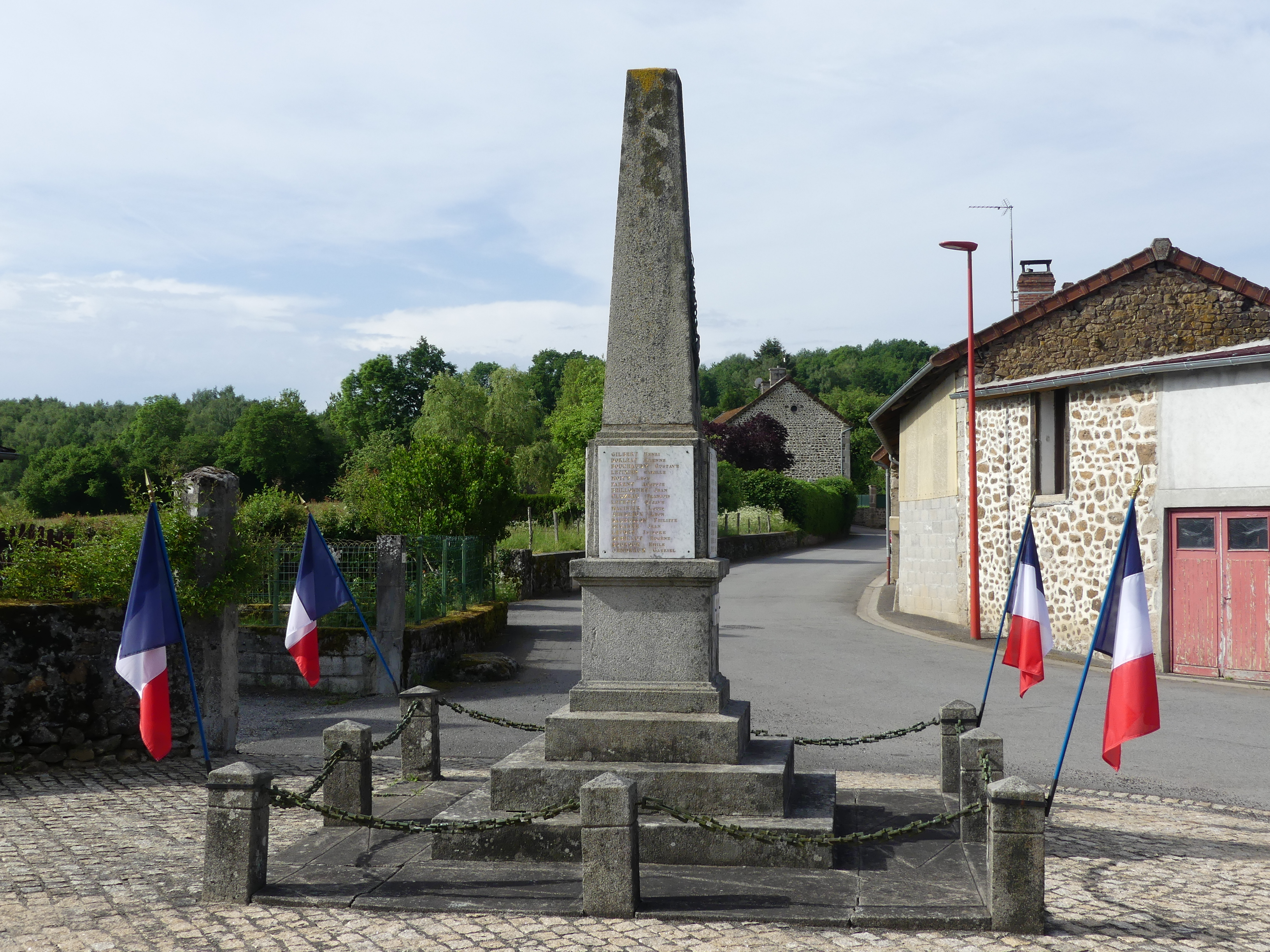
Le monument aux morts.
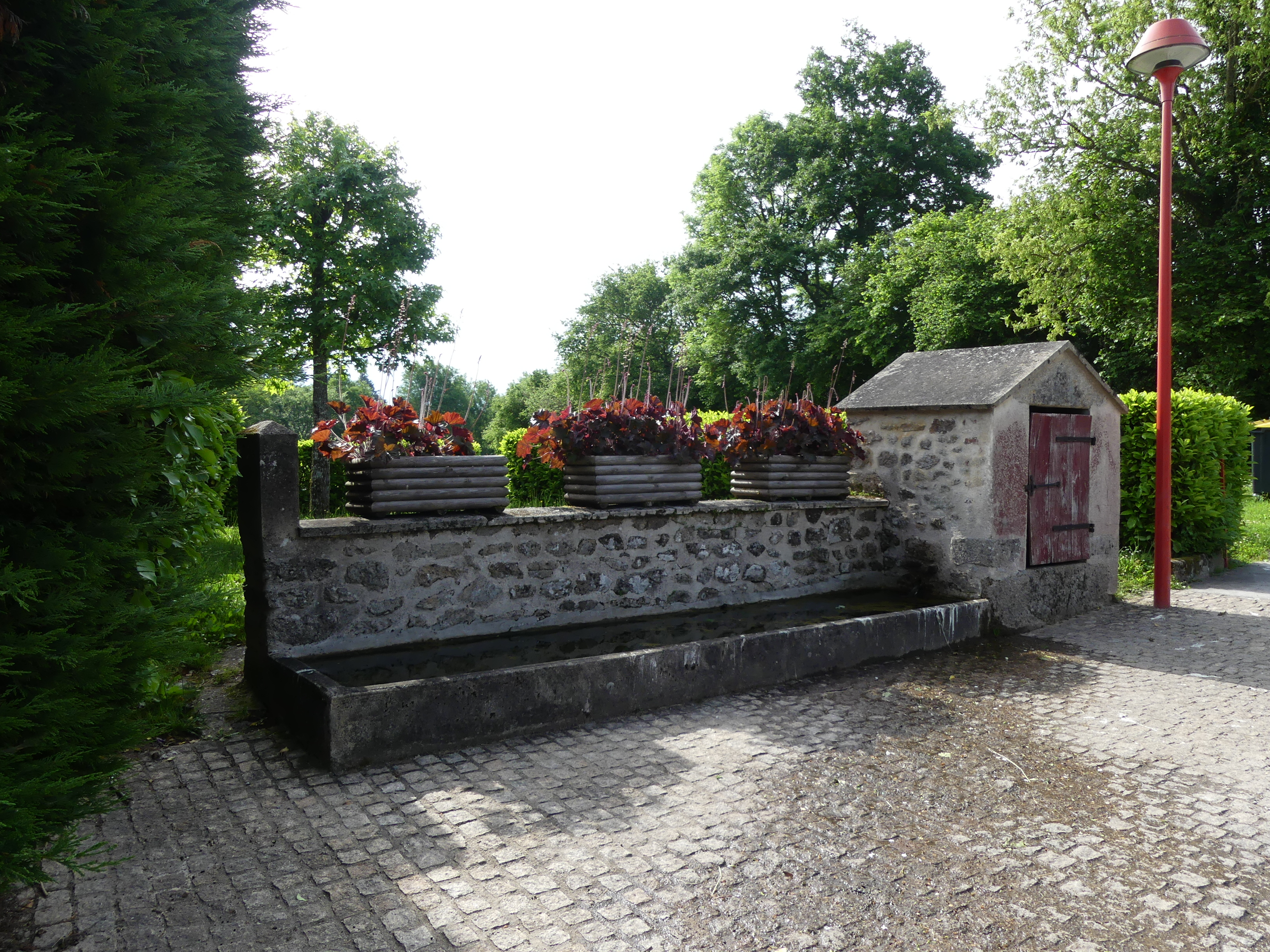
Fontaine-abreuvoir dans le bourg.